# Michael Schultz (Galerist)

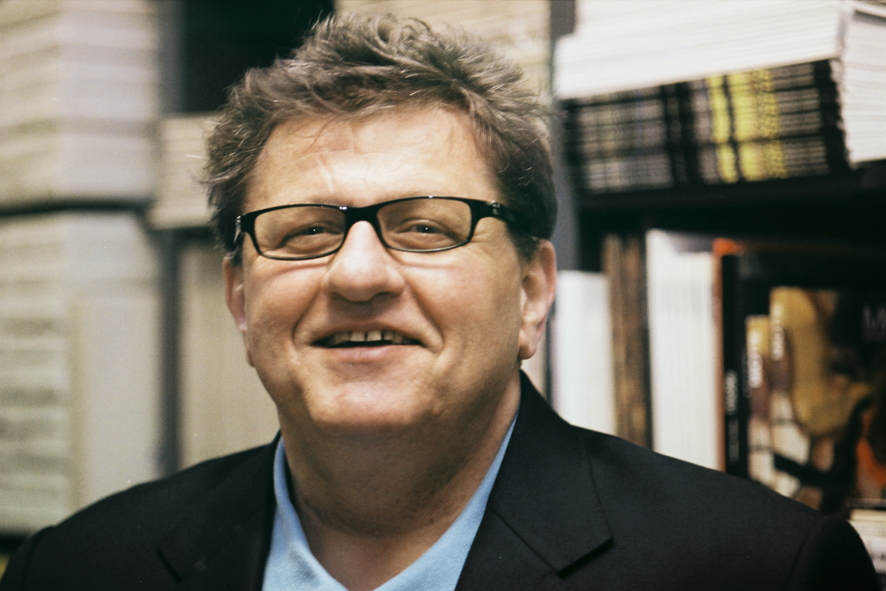
Michael Schultz, 2008

Michael Schultz (* 4. November 1951 in Freudenstadt/Schwarzwald; † 28. Dezember 2021 in Berlin) war ein deutscher Galerist, der auf dem internationalen Kunstmarkt aktiv war. Der Schwerpunkt lag auf zeitgenössischer europäischer und asiatischer Kunst. Es existierten insgesamt vier Standorte: zwei in Berlin und jeweils einer in Peking und Seoul. Zeitweilig führte er eine weitere Dependance in Tel Aviv.

## Biographie
Michael Schultz studierte von 1974 bis 1978 Musik- und Theaterwissenschaften an der Freien Universität Berlin. Er war Chefredakteur des Berliner KUNST Magazins und anschließend Geschäftsführer der Galerie Michael Wewerka in Berlin. 1986 gründete er die Galerie Michael Schultz in Berlin-Charlottenburg in der Mommsenstraße unweit des Kurfürstendamms. Mit der 2005 eröffneten Galerie schultz contemporary legte er seinen Schwerpunkt auf junge zeitgenössische Kunst aus Europa, Amerika und Asien. 2006 eröffnete er eine Dependance in Seoul und 2007 kam eine weitere Niederlassung in Peking hinzu, mit denen er den asiatischen Kunstmarkt mit europäischer und amerikanischer Kunst bediente. Er realisierte unter anderem Ausstellungen von Sigmar Polke, Jörg Immendorff, Georg Baselitz, Markus Lüpertz, Andy Warhol, James Rosenquist, Keith Haring, Robert Rauschenberg und Frank Stella.
Michael Schultz war von 1985 bis 2007 Mitglied des Zulassungsausschusses der Art Cologne. Von 2005 bis 2011 war er Mitglied des Komitees der KIAF in Seoul/Korea und wurde 2007 Mitglied der Auswahlkommission der Art Fair 21 in Köln sowie Messebeirat der Munich Contempo. 2012 nahm ihn die Contemporary Istanbul in den Advisory Board auf. Verschiedene ausländische Galerien, wie zum Beispiel Leo König oder Pace Wildenstein aus New York, Hyundai Gallery (Seoul/Korea), Sanatorium Gallery in Istanbul und Lelong (Paris) kooperierten mit Michael Schultz. Ebenfalls arbeitete er eng mit internationalen Museen und Biennalen zusammen: u. a. der Biennale in Venedig, dem Today Art Museum und dem World Art Museum in Peking, dem Gwangju Museum of Art, National Museum of Contemporary Art Seoul|National Museum of Contemporary Art in Seoul sowie dem Museum of Modern Art, New York, der Art Gallery of Ontario in Toronto (Kanada) und J. Paul Getty Museum in Los Angeles. Es gelang ihm ebenfalls, Gerhard Richter in Korea, dessen Markt er mit Richters Gemälden bediente, und A. R. Penck dort auf institutioneller Ebene zu verankern. So organisierte Schultz beiden die ersten musealen Ausstellungen in Korea im National Museum of Modern and Contemporary Art, Gwacheon und verschaffte ihnen Präsenz im Rahmen der Gwangju Biennale.
Ebenfalls gehörte Schultz zu den wenigen Galerien, die Richter Einzelausstellungen widmeten und ihn aktiv verkauften. Weiterhin zeigte er erstmals Sigmar Polke und Joseph Beuys in Peking. In den Jahren 2004–2005 nahm er an der Seoul National University und an der ChoSun University in Gwangju jeweils eine Gastprofessur wahr. Aufgrund seiner Tätigkeiten in Korea ernannte ihn die Stadt Gwangju am 24. Februar 2008 zum Ehrenbürger.
Die Galerie Michael Schultz GmbH & Co.KG wurde am 7. November 2019 auf Grund der Eröffnung eines Insolvenzverfahrens aufgelöst.
Schultz starb Ende Dezember 2021 nach kurzer, schwerer Krankheit im Alter von 70 Jahren. Er hinterlässt zwei Kinder.

## Galerie

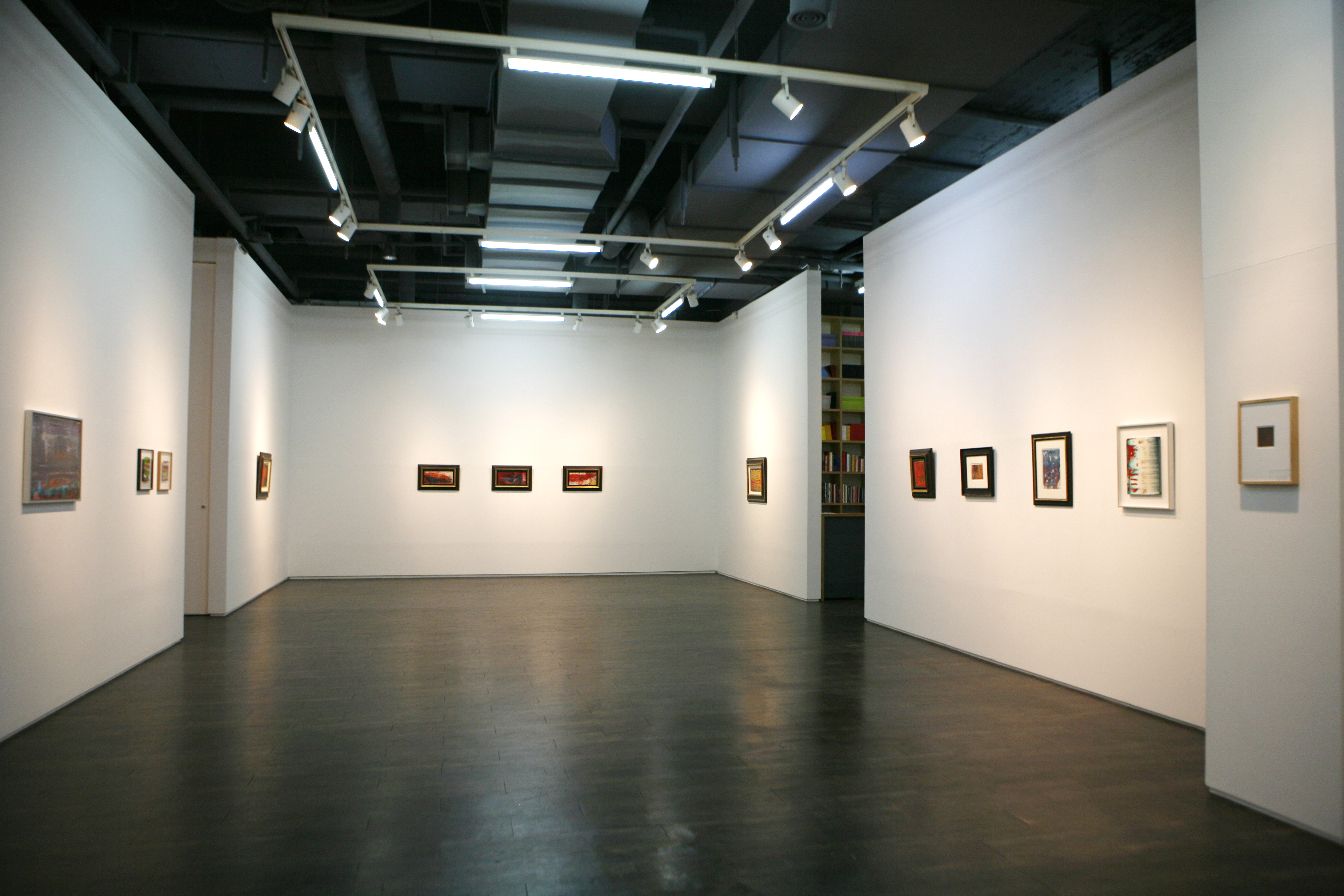
Einzelausstellung von Gerhard Richter in der Galerie Michael Schultz in Seoul, 2011.

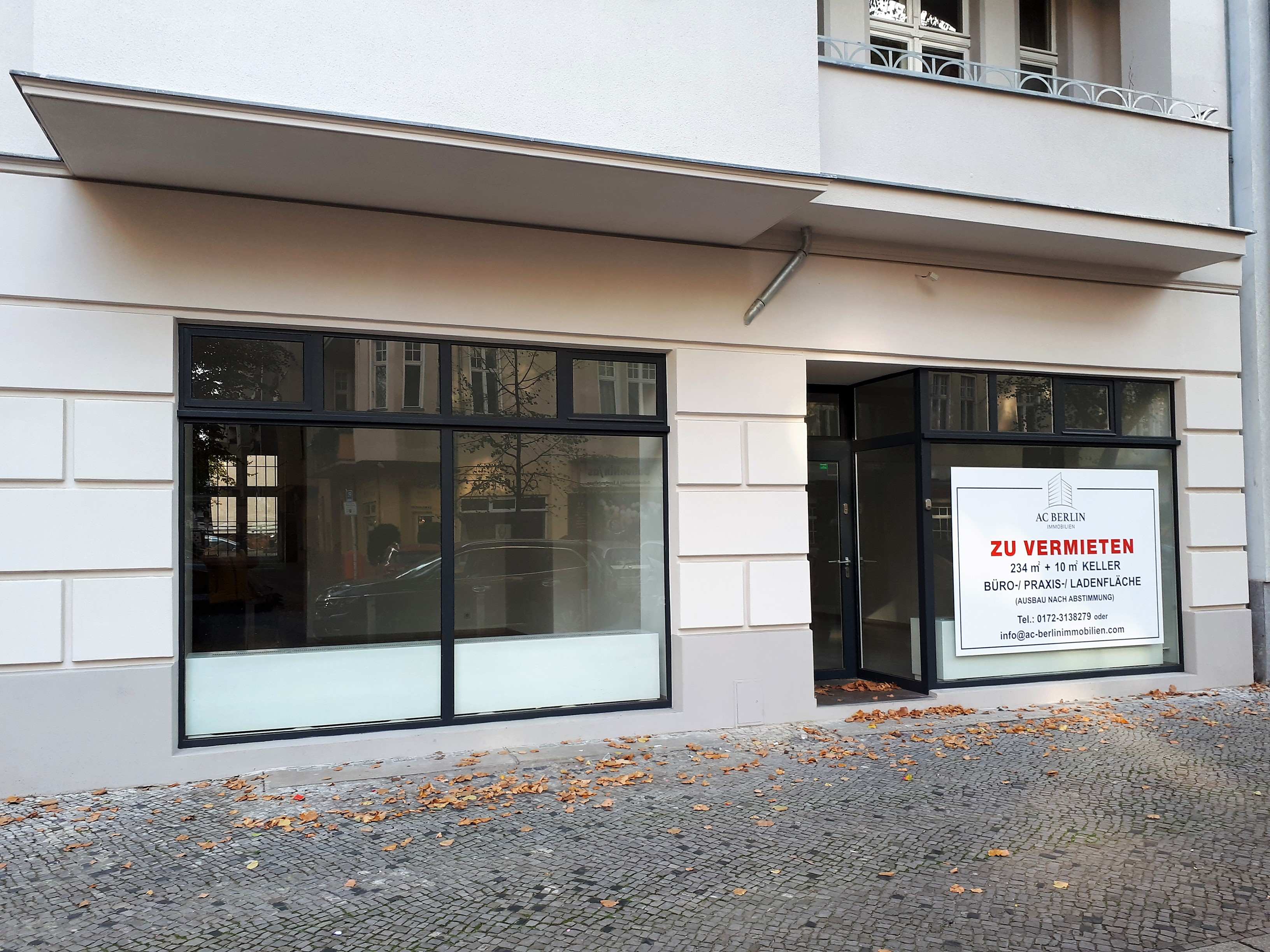
Charlottenburg Mommsenstraße 34 ehemalige Galerie Michael Schultz

Er eröffnete das Haus 1986 mit einer Einzelausstellung von Le Corbusier. In den nächsten Jahren folgten weitere Ausstellungen Berliner Künstler, wie zum Beispiel mit Natascha Mann, Wolf Vostell, Georg Baselitz und Manfred-Michael Sackmann. In den 1980er Jahren zeigte er amerikanische Malerei der Pop Art, wie Roy Lichtenstein, Robert Indiana, James Rosenquist, Mel Ramos oder Andy Warhol. Schultz vermarktet William Copleys Edition S. M. S. In den frühen 1990er Jahren übernahm die Galerie die Hauptvertretung von A.R. Penck. Ebenfalls seit den 1990er Jahren vertrat Schultz die Künstler Cornelia Schleime und Helge Leiberg. In diese Zeit fällt der Beginn der Zusammenarbeit mit Georg Baselitz, Markus Lüpertz und Sigmar Polke, von denen er zahlreiche Ausstellungen zeigte. In regelmäßigen Abständen wurden Werke von Schülern aus der Klasse von Baselitz gezeigt, unter anderem von SEO und Norbert Bisky, die Schultz schon früh bekannt gemacht hat.
Ein weiterer Schwerpunkt war die Präsentation von Künstlern aus Berlin, wie Vertretern der Neuen Wilden, darunter Bernd Zimmer, Rainer Fetting oder Luciano Castelli. Er widmete zudem Ausstellungen Wolfgang Petrick, Eva und Adele, Wolfgang Joop oder jüngeren Künstlern wie Bernd Kirschner, Maik Wolf, Sultan Adler, Joel Morrison und Jochen Proehl. Die Ausstellungen begleitete jeweils ein großformatiger Katalog mit Beiträgen von namhaften Kunsthistorikern. Außerdem wurden zahlreiche koreanische und chinesische Künstler vertreten.
Die Galerie nahm regelmäßig an zahlreichen Kunstmessen, wie unter anderem an der Armory Show (New York), Art Miami, der Art Cologne, der Vienna Contemporary, der Istanbul Contemporary und der ABC Art Berlin Contemporary teil.

## Publikationen
Die Galerie Schultz gab über 200 Künstler- und Ausstellungskataloge heraus, darunter:
- Michael Schultz, German Idealism and Eastern Teachings. Basics of the Œuvre of Joseph Beuys. In: Everyone is an Artist, Gwangju 2011 (Katalog zur Ausstellung in Gwangju 25. August – 6. November 2011).
- Michael Schultz (Hrsg.): SEO. Personal Cosmos. Katalogbuch zur Ausstellung in Venedig. Biennale 4. Juni – 27. November 2011. München: Hirmer 2011. ISBN 978-3-7774-4111-5
- Michael Schultz / Arie de Knecht (Hrsg.): Amador, Norbert Bisky, Burkhard Held, Jörg Immendorff, Stephan Kaluza, Katrin Kampmann, Helge Leiberg, Huang Min, Römer + Römer, Cornelia Schleime, SEO, u. a. Auf dem Weg ins Licht – Sammlung de Knecht. Berlin 2007. ISBN 978-3-939983-14-9
- Michael Schultz (Hrsg.): A.R. Penck. Neue Arbeiten. Berlin 2007. ISBN 3-939983-13-6
- Michael Schultz (Hrsg.): Robert Rauschenberg. selected works 1974–1999. Berlin 2007. ISBN 3-939983-06-3
- Michael Schultz (Hrsg.): Norbert Bisky. Schlachteplatte. Berlin 2003.
- Michael Schultz (Hrsg.): A.R. Penck. Variationen über ein Thema. Berlin 2002.
- Michael Schultz (Hrsg.): Amador. Emersions. Berlin 2002.
- Michael Schultz (Hrsg.): Luciano Castelli. Arbeiten aus den Jahren 1979 bis 1999. Berlin 2001.
- Michael Schultz (Hrsg.): Markus Lüpertz. Gemälde aus den Jahren 1994–1999. Berlin 2000
- Michael Schultz (Hrsg.): A.R. Penck. Dogma und Dialektik. Berlin 1999.
- Michael Schultz (Hrsg.): Amador. Februar–März 1995. Berlin 1995.